# Terre di Cosenza
Unter der Bezeichnung Terre di Cosenza DOC (dt. Das Land von Cosenza) werden italienische Weiß-, Rosé- und Rotweine- sowie Schaumweine aus der Provinz Cosenza in der Region Kalabrien vermarktet. Sie besitzen seit 2011 eine „kontrollierte Herkunftsbezeichnung“ (Denominazione di origine controllata – DOC), die zuletzt am 7. März 2014 aktualisiert wurde. Das Anbaugebiet ist nach Ciró das zweitgrößte in Kalabrien.

## Anbau
Der Anbau der Trauben und die Vinifikation der Weine sind in der gesamten Provinz Cosenza gestattet.

## Erzeugung
Terre di Cosenza wird in folgenden Weintypen angeboten:
- Terre di Cosenza Rosso (auch als „Riserva“, Passito, „Spätlese“ ‚vendemmia tardiva‘ und Novello): müssen zu mindestens 60 % aus der Rebsorte Magliocco bestehen. Höchstens 40 % andere rote Rebsorten, die für den Anbau in der Region Kalabrien zugelassen sind, dürfen zugesetzt werden.
- Terre di Cosenza Rosato:  muss zu mindestens 60 % aus den Rebsorten Magliocco, Greco Nero, Gaglioppo, Aglianico und Calabrese – einzeln oder gemeinsam – bestehen. Höchstens 40 % andere Rebsorten, die für den Anbau in der Region Kalabrien zugelassen sind, dürfen zugesetzt werden.
- Terre di Cosenza Bianco. Muss zu mindestens 60 % aus den Rebsorten Greco bianco, Guarnaccia bianca, Pecorello und/oder Mantonico – einzeln oder gemeinsam – bestehen. Höchstens 40 % andere weiße Rebsorten, die für den Anbau in der Region Kalabrien zugelassen sind, dürfen zugesetzt werden.
- Terre di Cosenza Bianco Spumante. Der Schaumwein muss zu mindestens 60 % aus der Rebsorte Mantonico bestehen. Höchstens 40 % andere weiße Rebsorten, die für den Anbau in der Region Kalabrien zugelassen sind, dürfen zugesetzt werden.
- Terre di Cosenza Rosato Spumante. Muss zu mindestens 60 % aus der Rebsorte Mantonico bestehen. Höchstens 40 % rote Rebsorten (Greco Nero, Magliocco, Gaglioppo, Aglianico und Calabrese) dürfen zugesetzt werden.

Weiterhin werden fast sortenreine Weine angeboten. Die in der Bezeichnung genannte Rebsorte muss zu mindestens 85 % enthalten sein. Höchstens 15 % andere analoge Rebsorten, die für den Anbau in der Region Kalabrien zugelassen sind, dürfen zugesetzt werden.
- Terre di Cosenza Magliocco. Hier dürfen außer Magliocco ausschließlich folgende andere Rebsorten verwendet werden: Greco nero, Gaglioppo, Aglianico und/oder Calabrese.
- Terre di Cosenza Greco bianco
- Terre di Cosenza Guarnaccia bianca
- Terre di Cosenza Malvasia bianca
- Terre di Cosenza Mantonico
- Terre di Cosenza Pecorello
- Terre di Cosenza Chardonnay
- Terre di Cosenza Gaglioppo
- Terre di Cosenza Greco nero
- Terre di Cosenza Calabrese (Nero d’Avola)
- Terre di Cosenza Chardonnay
- Terre di Cosenza Cabernet Sauvignon
- Terre di Cosenza Merlot
- Terre di Cosenza Sangiovese

## Beschreibung
Gemäß Denomination (Auszug):

### Terre di Cosenza Bianco
- Farbe: strohgelb, tendiert bisweilen zu grünlichen
- Geruch: charakteristisch, angenehm, fruchtig
- Geschmack: frisch, zart, fruchtig
- Alkoholgehalt: mindestens 10,5 Vol.-%
- Säuregehalt: mind. 5,0 g/l
- Trockenextrakt: mind. 16,0 g/l

### Terre di Cosenza Rosso
- Farbe: mehr oder weniger intensiv rubinrot, bei „Riserva“ bis zu granatrot
- Geruch: weinig, angenehm, mit charakteristisch
- Geschmack: voll, trocken und harmonisch
- Alkoholgehalt: mindestens 11,5 Vol.-%
- Säuregehalt: mind. 4,5 g/l
- Trockenextrakt: mind. 20,0 g/l